# Kamandar Madžidov
Kamandar Madžidov (* 7. května 1961 Dmanisi) je bývalý sovětský, ázerbájdžánský a běloruský zápasník – klasik, olympijský vítěz z roku 1988.

## Sportovní kariéra
Narodil se a vyrůstal v gruzínském Dmanisi v ázerbájdžánské rodině. Ve 14 letech odešel studovat na internátní školu do ázerbájdžánského Baku. Zápasení se věnoval již v Dmaisi, ale teprve v Baku se specializoval na řecko-římský (klasický) styl v klubu Dinamo. V roce 1981 se jako nadějný zápasník podíval na tréninkový kemp k vodní nádrži Stajki na předměstí Minsku. Tréninkové podmínky v Běloruské SSR se mu zalíbily a rozhodl se pro přestup. Od roku 1982 se připravoval v univerzitním týmu Burevestnik v Minsku pod vedením Viktora Rudenkova. V sovětské mužské reprezentaci vedené Gennadijem Sapunovem se pohyboval od roku 1983 ve váze do 62 kg (pérová váha).
V roce 1984 přišel o účast na olympijských hrách v Los Angels kvůli bojkotu a slabou náplastí mu bylo vítězství na tzv. truc olympiádě v létě téhož roku. V roce 1988 odjížděl s medailovými ambicemi na olympijské hry v Soulu. V základní skupině porazil v posledním kole Američana Isaaca Andersona těsně 2:1 na technické body a z prvního místa postoupil do finále proti Bulharu Živko Vangelovovi. V očekávaném olympijském finále vrátil svému velkému rivalovi porážku z mistrovství světa v Clermont-Ferrand v roce 1987 a získal zlatou olympijskou medaili.
Od roku 1990 startoval ve vyšší váze do 68 kg, ve které se však v reprezentaci neprosazoval na úkor Čečence Islama Dugučijeva. V roce 1992 prohrál s Dugučijevem nominaci na olympijské hry v Barceloně. Po rozpadu sovětského svazu v roce 1991 reprezentoval nadále Bělorusko. Sportovní kariéru ukončil v roce 1994 a věnoval se trenérské práci. Kvůli slabým výsledkům svých svěřenců v jeho váze se jako zápasící trenér připravil na olympijskou sezonu 1996. Na olympijských hrách v Atlantě se probojoval do semifinále, kde nestačil na Francouze Ghani Yalouze a v souboji o třetí místo podlehl Rusu Alexandru Treťjakovovi 0:4 na technické body. Obsadil 4. místo.
Jako trenér působil u reprezentace Běloruska, Kazachstánu (OH 2000), Řecka a Turecka (OH 2004).

## Výsledky
| Turnaj             | Sovětský svaz | Sovětský svaz | Sovětský svaz | Sovětský svaz | Sovětský svaz | Sovětský svaz | Sovětský svaz | Sovětský svaz | Bělorusko | Bělorusko | Bělorusko | Bělorusko | Bělorusko |
| Turnaj             | 1984          | 1985          | 1986          | 1987          | 1988          | 1989          | 1990          | 1991          | 1992      | 1993      | 1994      | 1995      | 1996      |
| Turnaj             | 23            | 24            | 25            | 26            | 27            | 28            | 29            | 30            | 31        | 32        | 33        | 34        | 35        |
| Turnaj             | -62           | -62           | -62           | -62           | -62           | -62           | -68           | -68           | -68       | -68       | -68       | -68       | -68       |
| ------------------ | ------------- | ------------- | ------------- | ------------- | ------------- | ------------- | ------------- | ------------- | --------- | --------- | --------- | --------- | --------- |
| Olympijské hry     | —             |               |               |               | 1.            |               |               |               | —         |           |           |           | 4.        |
| Mistrovství světa  |               | 6.            | 1.            | 2.            |               | 1.            | —             | —             |           | 2.        | —         | —         |           |
| Mistrovství Evropy | 1.            | 1.            | —             | —             | —             | —             | —             | 1.            | ?         | 3.        | —         | —         | úč.       |